# 반소비주의
반소비주의(anti-consumerism)는 소비지상주의의 반대이다. 반소비주의들은 불필요한 것들을 사지 않는다. 이전에 쓰던 물건이 고장이 나거나, 수리가 불가능 하여 새로 불가피하게 사지 않는 이상 소비주의 사람들처럼 물건을 막대하게 구매하지 않는다는 가장 큰 특징을 가지고 있다. 전형적으로 1인 1아웃 정책을 가지고 있다. 만약  또한 많은 미니멀리스트들은 심지어 차도 가지고 있지 않다.
반소비주의는 물질적 소유물을 지속적으로 구매하고 소비하는 소비주의에 반대하는 사회정치적 이데올로기이다. 반소비주의는 특히 환경 보호, 사회 계층화, 사회 통치 윤리 문제에서 공공 복지를 희생하면서 재정적, 경제적 목표를 추구하는 기업의 사적 행동과 관련이 있다. 정치에서 반소비주의는 환경 운동, 반세계화, 동물 권리 운동과 겹친다. 더욱이 반소비주의의 개념적 변형은 소비주의를 초월하는 물질적 방식으로 살아가는 포스트소비주의(post-consumerism)이다.
반소비주의는 인간 소비자와 소비되는 동물에 대한 장기적인 학대로 인한 문제와 소비자 교육을 학교 커리큘럼에 통합함으로써 발생했다. 반소비주의의 예로는 나오미 클레인(Naomi Klein)의 책 No Logo(2000), 마크 애치바(Mark Achbar)와 제니퍼 애벗(Jennifer Abbott)의 기업 (영화)(2003), 에릭 간디니(Erik Gandini)의 Surplus: Terrorized into Being Consumers(2003)와 같은 다큐멘터리 영화가 있다. 각각은 반기업 운동을 이념적으로 접근 가능한 시민적, 정치적 행동 형태로 대중화했다. 반소비 태도 및 행동의 예측 요인에는 특정 제품이나 브랜드에 대한 부정적인 경험으로 인한 개인 및 집단 동기가 포함되거나 개인의 정체성과 회사 이미지 사이의 상징적 불일치와 관련될 수 있다.
경제적 물질주의가 인간의 서식지인 지구를 파괴하는 비인간적 행위라는 비판은 종교와 사회운동에서 비롯된다. 종교적 비판에서는 물질주의적 소비주의가 개인과 신 사이의 연결을 방해하며, 따라서 본질적으로 부도덕한 생활 방식이라고 주장한다. 따라서 독일 역사가 오스발트 슈펭글러(1880~1936)는 "미국에서의 삶은 구조상 경제적이고 깊이가 부족하다"고 말했다. 로마 카톨릭의 관점에서 토마스 아퀴나스는 이렇게 말했다. "인간이 현세적인 것들을 위해 영원한 것을 정죄하는 만큼 탐욕은 모든 대죄와 마찬가지로 하나님을 대적하는 죄이다." 그런 맥락에서 아시시의 프란치스코(Francis of Assisi), 암몬 헤나시(Ammon Hennacy), 마하트마 간디(Mohandas Gandhi)는 영적인 영감이 그들을 단순한 삶으로 인도했다고 말했다.
세속적인 관점에서 볼 때, 사회 행동주의는 소비주의적 물질주의로부터 범죄(경제적 불평등의 빈곤에서 비롯됨), 산업 오염 및 그에 따른 환경 파괴, 사업으로서의 전쟁이 파생된다는 것을 나타낸다.
불쾌감과 쾌락주의에서 비롯된 사회적 불만에 대해 교황 베네딕토 16세는 2008년 물질주의 철학은 인간 존재에 아무런 목적도 제공하지 않는다고 밝혔고, 2011년에는 크리스마스의 상업화를 구체적으로 공격했다. 마찬가지로 작가 조르주 뒤아멜은 "미국의 유물론은 프랑스 문명을 일식시키겠다고 위협하는 평범함의 등대"라고 말했다.

## 같이 보기
- 어플루엔자
- 반자본주의
- 아무것도 사지 않는 날
- 쇼핑카트
- 다운시프트족
- 윤리적 소비주의
- 프리거니즘
- 과소비
- 계획적 구식화